# Kohlmühle (Gleiritsch)

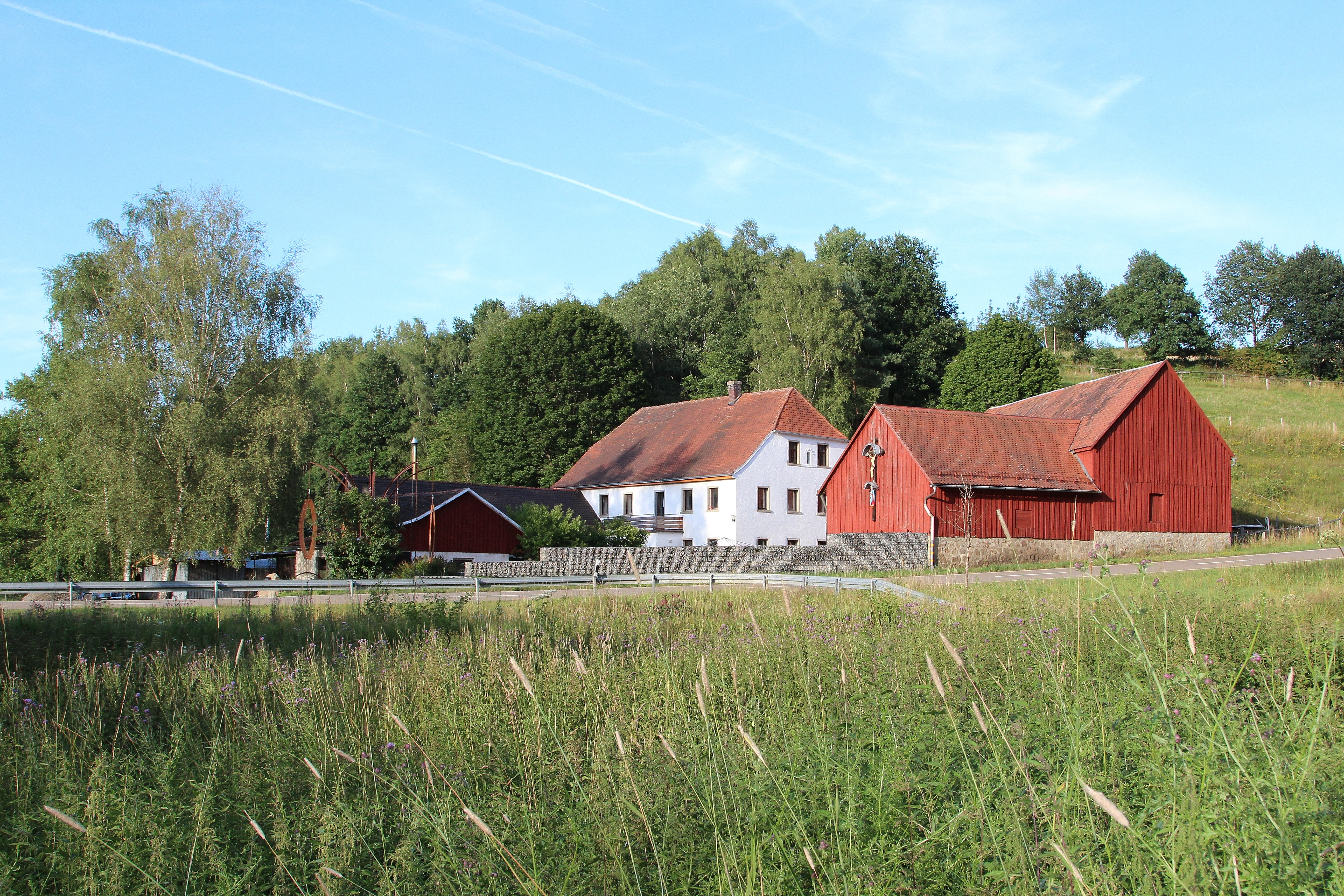
Kohlmühle (2017)

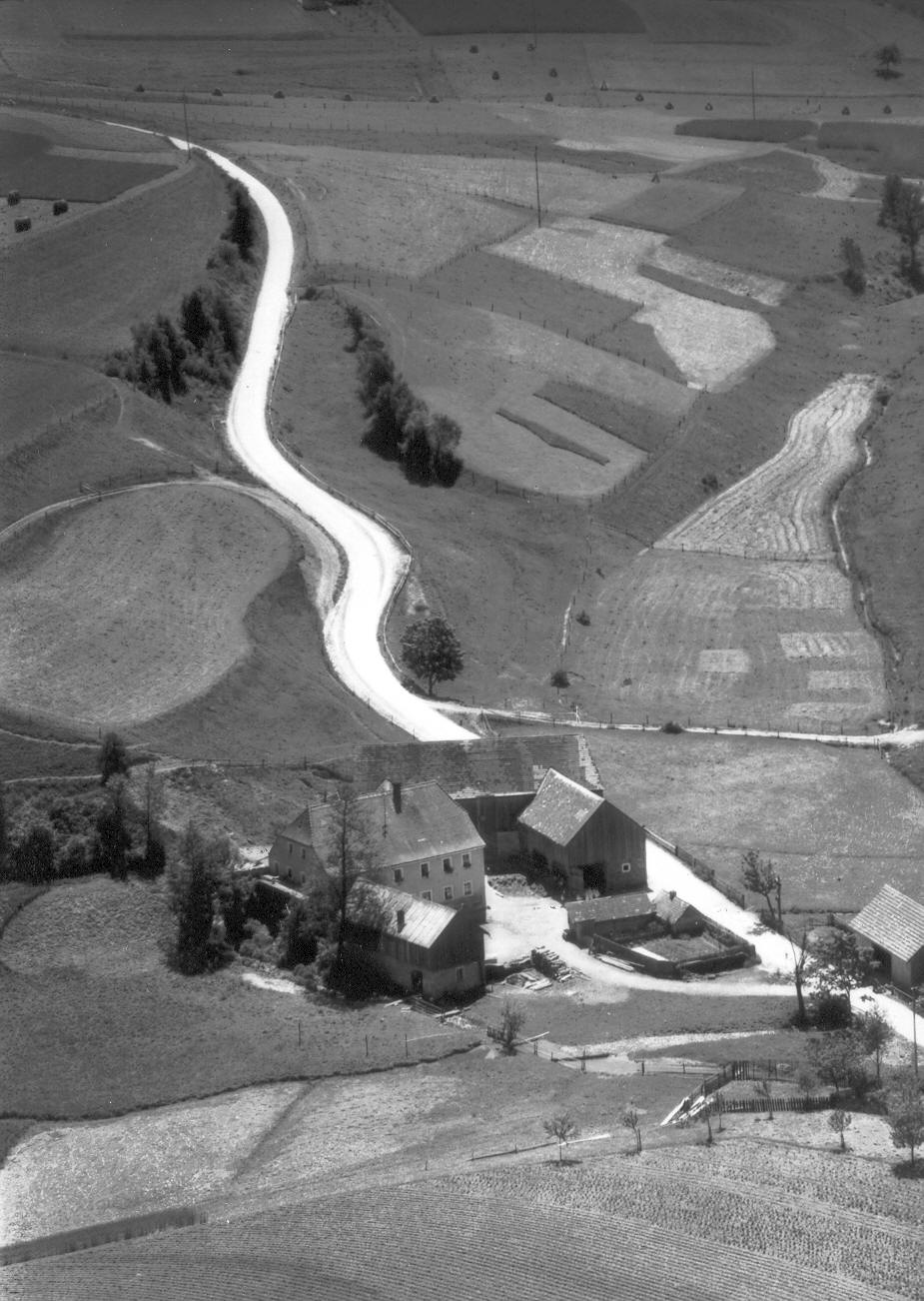
Kohlmühle (1960)

Kohlmühle ist eine Einöde bei Bernhof in der Gemeinde Gleiritsch.

## Geografie
Die Kohlmühle liegt in der Region Oberpfalz-Nord im nordöstlichen Teil des Landkreises Schwandorf an der Kreisstraße SAD 38 von Bernhof nach Gleiritsch. Das Einzelgehöft Kohlmühle liegt am Bach Gleiritsch.

## Geschichte
Die Wasserkraft des bei Zeinried entspringenden Baches Gleiritsch verwendete man für den Betrieb der Mühle und Schneidsäge. Der umgeleitete Bachlauf trieb das Mühlrad der Wassermühle  an. Nach dem Zweiten Weltkrieg wurde der Betrieb der Säge  eingestellt, da er unwirtschaftlich war. Der Mahlbetrieb lief bis etwa 1970.

### Statistische Beschreibung (1840)
Besitzverhältnisse nach dem Häuser- und Rustikalsteuerkataster von 1809 und dem Grundsteuerkataster von 1840.

### Nr. 56 Kohlmühle
Vormals von Adam Hammer am 25. Juli 1807 erkauft. Laut Brief vom 4. Dezember 1822 von Georg Ernst Ströber umgeschrieben auf Michael Schärtl.
Nr. 56, Kohlmühle, Georg Friedrich Schärtl
die Kohlmühle mit der realen Mahlmühl – und Schneidemühlgerechtsame – Wohnhaus und Mahlmühl auf zwei Gänge, Schneidsäge, Radstuben, Stadl, Schweineställe, Schupfe und Hofraum mit zwei kleinen Saamgärtln, Hofraum an der Schneidsäge wird als Holzlager benutzt.
19 Tagwerk 83 Dezimal

## Steuerdistrikt und Gemeindebildung
Das Königreich Bayern wurde 1808 in 15 Kreise eingeteilt. Diese Kreise wurden nach französischem Vorbild nach Flüssen benannt (Naabkreis, Regenkreis, Unterdonaukreis usw.). Die Kreise gliederten sich in Landgerichtsbezirke. Die Bezirke wiederum sollten in einzelne Gemeindegebiete eingeteilt werden. Nach einem ersten Vorschlag entstand die Gemeinde Bernhof. Nach dem Verzeichnis der Gemeinden im Landkreis Vohenstrauß aus dem Jahre 1821 ergibt sich folgende Zusammensetzung: Bernhof (16 Familien), Kohlmühle (1 Familie) und Oberpierlhof (4 Familien).
Die durchgeführte Gemeindeeinteilung hatte keinen langen Bestand. Bereits 1830 erfolgte eine Um- und Neugliederung der Gebietskörperschaften. Die Kohlmühle wurde an die Gemeinde Gleiritsch angegliedert. Zur bestehenden Gemeinde Bernhof kamen die Boxmühle, Heilinghäusl und Zieglhäuser.

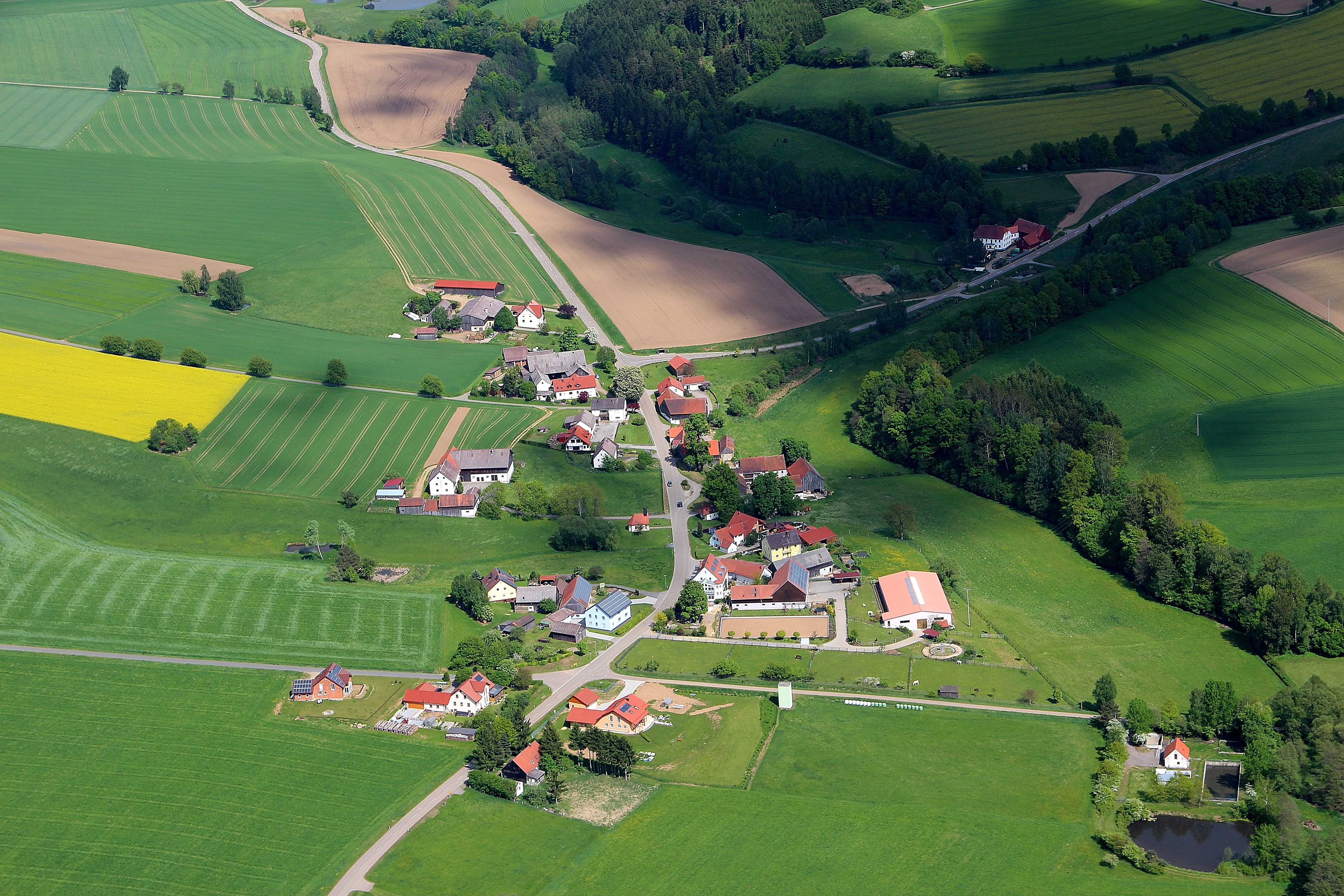
Bernhof mit Kohlmühle (2012)
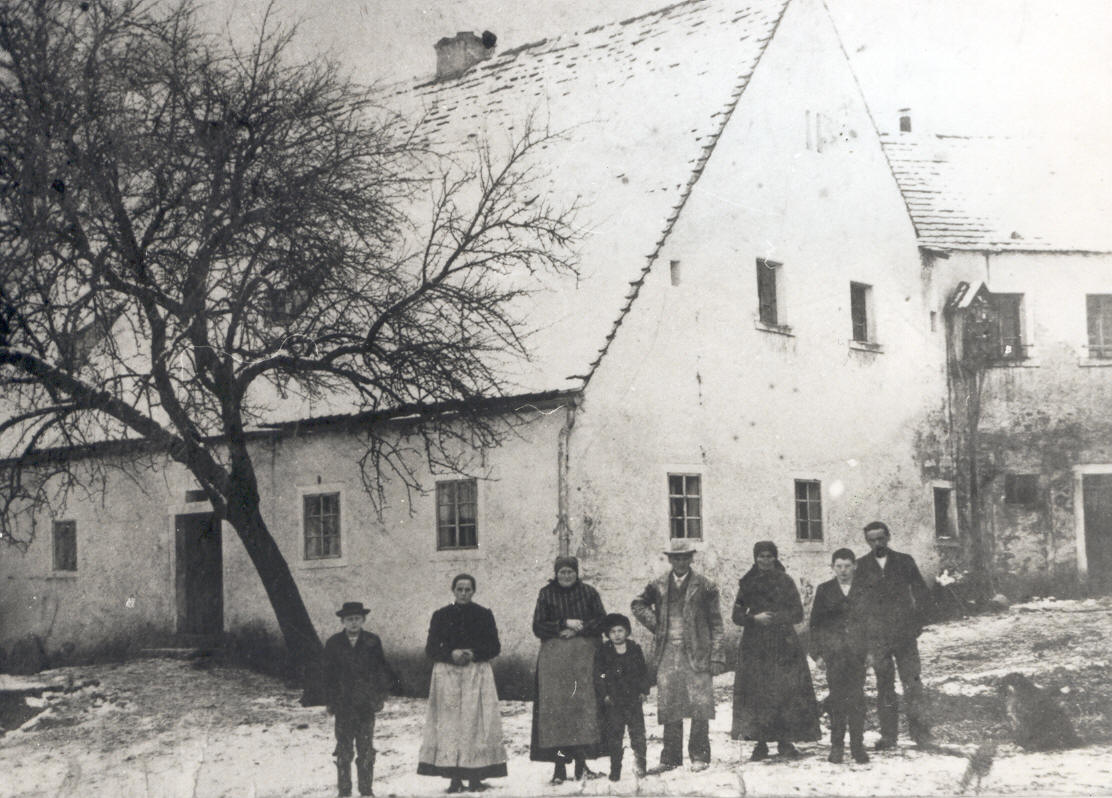
Kohlmühle (1915)
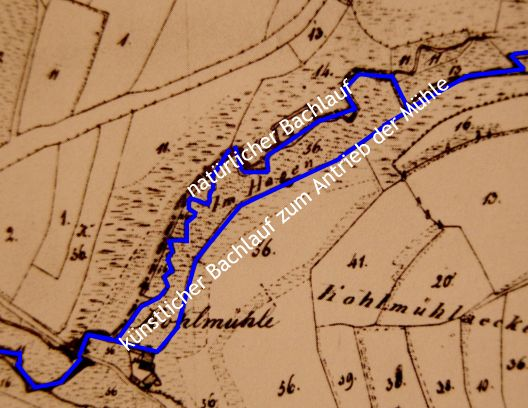
Uraufnahmeblatt Kohlmühle (1836)
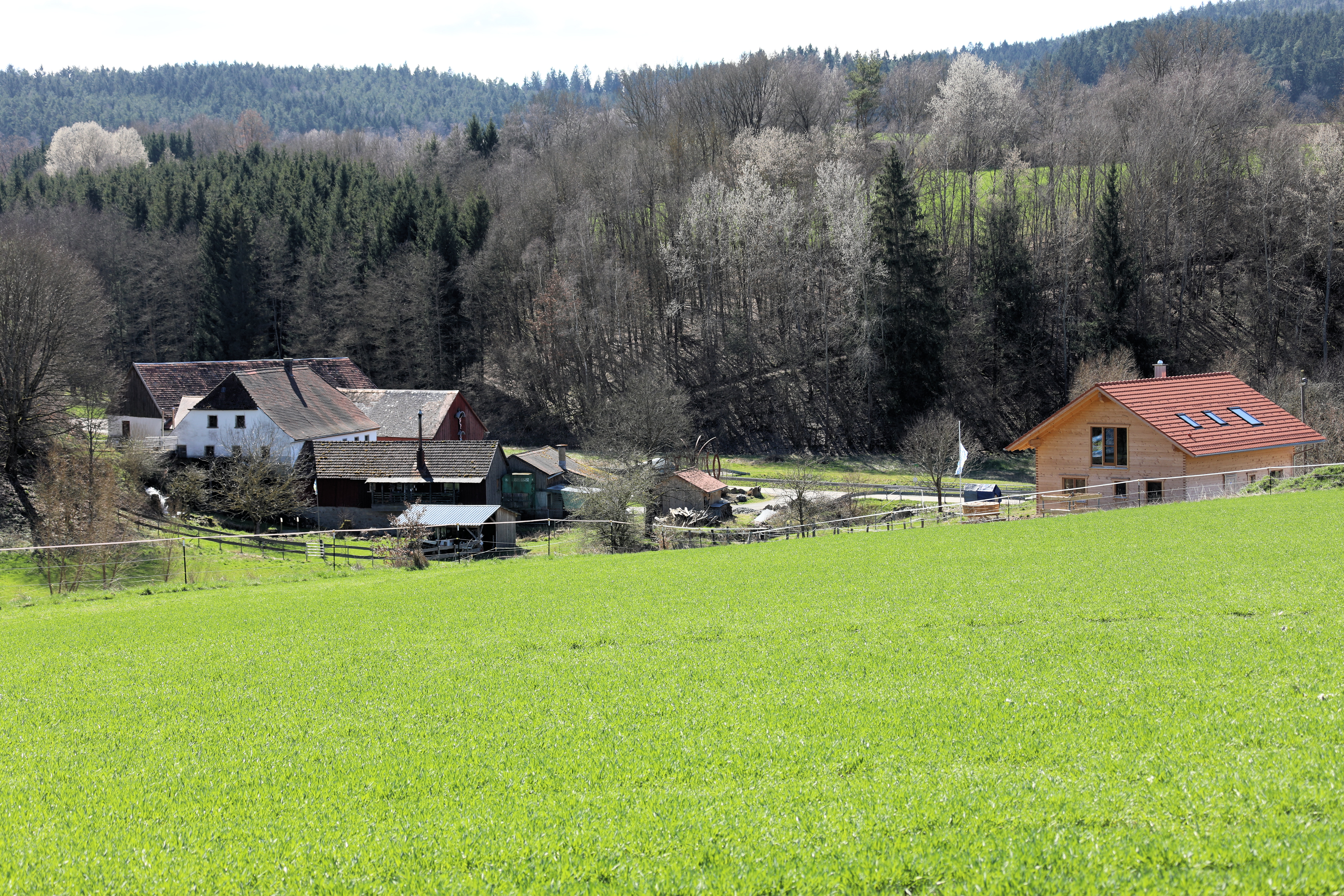
Kohlmühle (2023)